# Tephritis latifoliae
Tephritis latifoliae är en tvåvingeart som beskrevs av Shcherbakov 2001. Tephritis latifoliae ingår i släktet Tephritis och familjen borrflugor. Inga underarter finns listade i Catalogue of Life.